# Hydrobiosis styracine
Hydrobiosis styracine är en nattsländeart som beskrevs av Mcfarlane 1960. Hydrobiosis styracine ingår i släktet Hydrobiosis och familjen Hydrobiosidae. Inga underarter finns listade i Catalogue of Life.